# Oranjeborsthoningzuiger
De oranjeborsthoningzuiger (Anthobaphes violacea, synoniem: Nectarinia violacea) is een zangvogel uit de familie Nectariniidae (honingzuigers) die voorkomt in Zuid-Afrika waar hij Oranjeborssuikerbekkie heet.

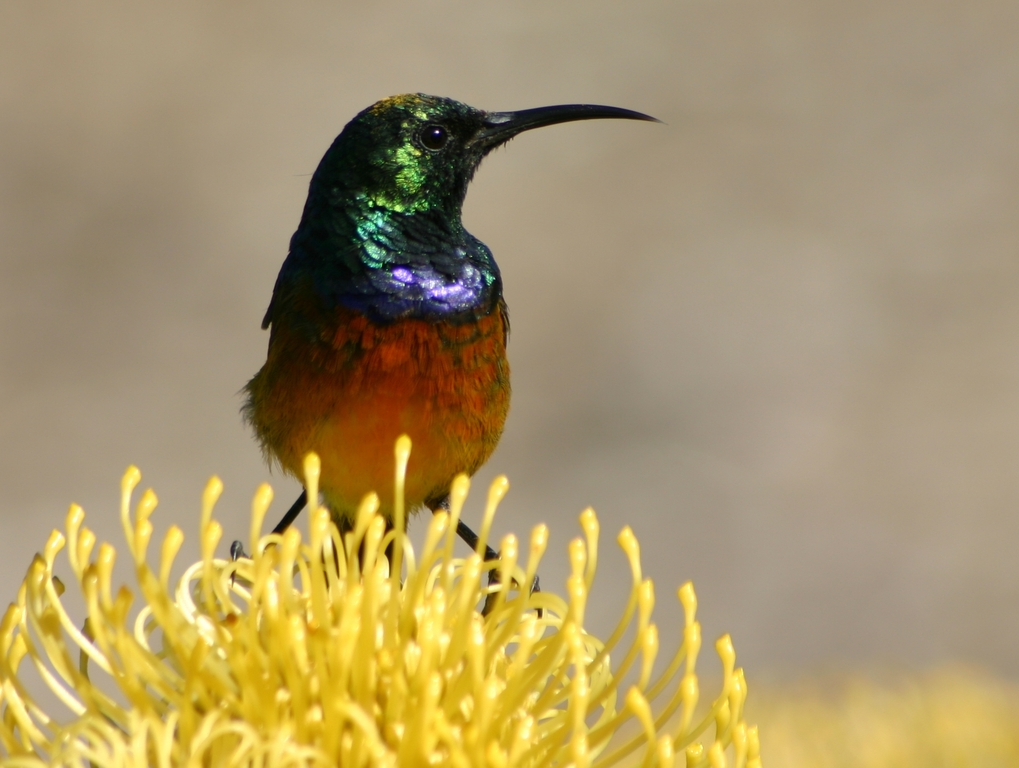

## Kenmerken
De lichaamslengte van het mannetje met staart bedraagt 14,5 tot 16,5 cm, vrouwtje 12,5 tot 13,5 cm en de vogel weegt tussen de 8,6 en 11,3 g. Het mannetje in broedkleed is van boven en op de keel en borst glanzend groen, op de rug iets lichter geelgroen. De lange staart is van boven bruin, de middelste staartpennen steken uit en zijn donkerbruin. Het groen van de keel gaat over in een violetkleurige band en daaronder is de buik van de vogel dooiergeel tot oranje. Het vrouwtje verschilt van het mannetje, ze mist de fraaie kleuren en de lange staart, ze is van boven olijfkleurig groen en van onder vuilgeel. Het oog is donkerbruin en de poten en snavel zijn zwart.

## Verspreiding en leefgebied
Er zijn geen ondersoorten: het betreft een endemische vogelsoort die alleen voorkomt voor in het zuiden en westen van Zuid-Afrika.
Het leefgebied bestaat is het typisch Zuid-Afrikaanse fynbos, berghellingen met soorten heiden (Ericaceae) en soorten uit het geslacht Protea. Wordt ook wel in tuinen en soms in de Karoo waargenomen.

## Status
De grootte van de populatie is niet gekwantificeerd. De vogel is plaatselijk algemeen, maar het leefgebied raakt versnipperd waardoor de vogel in aantal achteruit gaat. Echter, het tempo ligt onder de 30% in tien jaar (minder dan 3,5% per jaar). Om deze redenen staat de oranjeborsthoningzuiger als niet bedreigd op de Rode Lijst van de IUCN.